# Црква Рођења Пресвете Богородице у Малом Блашком
Црква Рођења Пресвете Богородице у Малом Блашком (брвнара) је црква Српске православне цркве који се налази у граду у селу Мало Блашко, шеснаест километара источно од Бањалуке, код бање Слатине у Републици Српској, Босни и Херцеговини. Припада Бањалучкој епархији. Посвећена је рођењу Пресвете богородице

## Историја
Потиче из периода око 1750. године. Храм је правоугаоне основе, дужине седам и ширине четири метра, скелтног склопа, са олтаром, наосом, припратом и хором изнад ње. На старом дрвеном Богородичином колу (полијелу), састављеном од осам дугуљастих парвоугаоних поља, сачуван је један запис који каже: „Ово коло (полијелеј) цркви Рођења Пресвете Богородице у Блашком поклонио је Георгије Цвејтиновић из Црног Врха године господње 1761, 12. марта. Запис сачинио Јосиг Поповић 18. августа у вријеме пароха Дамјана Поповића 1765.”
Поред горенаведеног записа, сачуван је и стари антиминс, који је освећен од стране патријарха Арсеније IV из 1743. године, што би могло и представљати можда и датум оснивања ове цркве. Такође, постоји и тероја, по којој је ова црква знатно старија, и да је постојала још у периоду прије аустријско-турског рата, али да је у току тих ратних дешавања, у периоду од 1737. до 1739. године оштећена или изгорела, а да је током педесетих или шездесетих година обновљена.
Иконостас је украшен десетинама икона, као и зидови наоса. Већина тих радова су радови домаћих иконописаца из друге половине 19. вијека, и посебно се истичу дрворезбарене царске двери. Посбно се истиче крст на царским дверима, који је украшен је поједностављеним интерпретацијама богатих славонских барокних иконостаса. У истом маниру су осликана и поља двери, са Благовјестима и пророцима Давидом и Соломоном, течног садржаја пријатних и чистих боја.
Оно што је интересантно је што је у гробљу око цркве до почетка 20. вијека било и неколицина стећака. Сви стећци су уништени или разнесени.